# Agaon cicatriferens
Agaon cicatriferens är en stekelart som beskrevs av Wiebes 1989. Agaon cicatriferens ingår i släktet Agaon och familjen fikonsteklar. Inga underarter finns listade i Catalogue of Life.